# Judit Hidasi
Judit Hidasi (ur. 11 lipca 1948 w Budapeszcie) – węgierska językoznawczyni, japonistka.
Jest absolwentką Uniwersytetu Loránda Eötvösa w Budapeszcie, gdzie studiowała językoznawstwo ogólne i stosowane oraz anglistykę i rusycystykę.
W 1986 r. została kandydatem nauk. W 1996 r. uzyskała doktorat na Uniwersytecie Lajosa-Kossutha, a w 1997 r. habilitowała się na Uniwersytecie w Peczu.

## Wybrana twórczość
- Contrastive Studies Hungarian-Japanese (1988)
- Na és, hogy tetszik Japán? (1999)
- Japán nyelvi dimenziók (1999)